# العلاقات الإريترية الجورجية
العلاقات الإريترية الجورجية هي العلاقات الثنائية التي تجمع بين إريتريا وجورجيا.

## مقارنة بين البلدين
هذه مقارنة عامة ومرجعية للدولتين:
| وجه المقارنة                                              | إريتريا                                      | جورجيا                          |
| --------------------------------------------------------- | -------------------------------------------- | ------------------------------- |
| المساحة (كم2)                                             | 117.60 ألف                                   | 69.70 ألف                       |
| عدد السكان (نسمة)                                         | 6.33 مليون                                   | 3.72 مليون                      |
| الكثافة السكانية (ن./كم²)                                 | 53.83                                        | 53.37                           |
| العاصمة                                                   | أسمرة                                        | تبليسي، كوتايسي                 |
| اللغة الرسمية                                             | اللغة التغرينية، اللغة العربية، لغة إنجليزية | اللغة الجورجية، اللغة الأبخازية |
| العملة                                                    | ناكفا                                        | لاري جورجي                      |
| الناتج المحلي الإجمالي (بليون دولار)                      | 2.61 مليار                                   | 15.16 مليار                     |
| الناتج المحلي الإجمالي (تعادل القوة الشرائية) بليون دولار |                                              | 35.68 مليار                     |
| الناتج المحلي الإجمالي الاسمي للفرد دولار أمريكي          |                                              | 3.79 ألف                        |
| الناتج المحلي الإجمالي للفرد دولار أمريكي                 |                                              |                                 |
| مؤشر التنمية البشرية                                      | 0.391                                        | 0.754                           |
| رمز المكالمات الدولي                                      | +291                                         | +995                            |
| رمز الإنترنت                                              | .er                                          | .ge، .გე ‏                       |
| المنطقة الزمنية                                           | ت ع م+03:00                                  | ت ع م+04:00                     |

## منظمات دولية مشتركة
يشترك البلدان في عضوية مجموعة من المنظمات الدولية، منها:
| علم المنظمة | اسم المنظمة                   | تاريخ انضمام إريتريا | تاريخ انضمام جورجيا |
| ----------- | ----------------------------- | -------------------- | ------------------- |
|             | مؤسسة التمويل الدولية         | 11 أكتوبر 1995       | 29 يونيو 1995       |
|             | البنك الدولي للإنشاء والتعمير | 6 يوليو 1994         | 7 أغسطس 1992        |
|             | يونسكو                        | 2 سبتمبر 1993        | 7 أكتوبر 1992       |
|             | الاتحاد الدولي للاتصالات      | 6 أغسطس 1993         | 7 يناير 1993        |
|             | الأمم المتحدة                 | 28 مايو 1993         | 31 يوليو 1992       |
|             | الاتحاد البريدي العالمي       | ?                    | ?                   |
|             | مؤسسة التنمية الدولية         | 6 يوليو 1994         | 31 أغسطس 1993       |

## وصلات خارجية
- موقع وزارة الخارجية الجورجية